# Chilomazus comptoni
Chilomazus comptoni es una especie de coleóptero de la familia Passalidae.

## Distribución geográfica
Habita en Sri Lanka.